# Aboño
Der Río Aboño ist ein Fluss in Spanien, der durch die autonome Region Asturien fließt. 

## Geografie
Der Río Aboño entspringt in der Gemeinde Llanera und mündet ca. 1,5 km nördlich Gijón an der Playa de Aboño in die Kantabrische See.

### Nebenflüsse
- Río Frade
- Río  Pinzales

### Flora und Fauna
Der Fluss war bei den Sportfischern bekannt für seine reichen Vorkommen von Lachsen und Forellen sowie den begehrten Flusskrebsen. Heute ist das Gebiet des Flusses hauptsächlich industriel geprägt.

### Orte am Rio Aboño
- Aboño 38 Einwohner (2006) 43° 33′ 55″ N, 5° 43′ 11″ W
- Veriña182 Einwohner (2006) 43° 32′ 29″ N, 5° 43′ 30″ W
- Fresno 670 Einwohner (2006) 43° 31′ 26″ N, 5° 44′ 35″ W
- Tacones 212 Einwohner (2006) 43° 30′ 39″ N, 5° 46′ 22″ W
- Villardeveyo 705 Einwohner (2006) 43° 28′ 19″ N, 5° 50′ 20″ W

Quelle: INE